# Polyrhachis nigra
Polyrhachis nigra är en myrart som beskrevs av Mayr 1862. Polyrhachis nigra ingår i släktet Polyrhachis och familjen myror. Inga underarter finns listade i Catalogue of Life.